# Phyllophaga hirsuta
Phyllophaga hirsuta är en skalbaggsart som beskrevs av August Wilhelm Knoch 1801. Phyllophaga hirsuta ingår i släktet Phyllophaga och familjen Melolonthidae. Inga underarter finns listade i Catalogue of Life.